# К-9 и компания
«K-9 и компания» (англ. K-9 and Company) — предполагавшееся ответвление сериала «Доктор Кто», в котором рассказывалось о двух бывших спутниках четвёртого Доктора: металлической собаке K-9 и Саре Джейн Смит. Единственная вышедшая серия была показана 28 декабря 1981 года на BBC One, а 16 июня 2008 года был выпущен на DVD вместе с первой для K-9 серией «Невидимый враг».

## История
Продюсер «Доктора Кто» Джон Натан-Тёрнер хотел вернуть Сару Джейн Смит в сериал, однако Элизабет Слейден не захотела вновь играть прежнюю роль. Вместе с этим, он решал, что делать с K-9: персонаж был очень популярен среди детей, но оставлять его в сериале больше было нельзя. Поэтому Натан-Тёрнер придумал создать сериал-ответвление, ориентированный на детскую аудиторию. Но сюжет требовал человека-хозяина для собаки, и на эту роль подходила Сара Джейн. Слейден согласилась играть Сару как самостоятельного персонажа, а не спутника Доктора.

## Производство
Пилотная серия была названа «Лучший друг девушки» (англ. A Girl's Best Friend). В ней появился K-9 третьей модели.
| Эпизод                | Дата показа     | Продолжительность | Телезрители (в миллионах) |
| --------------------- | --------------- | ----------------- | ------------------------- |
| «Лучший друг девушки» | 28 декабря 1981 | 50:00             | 8,4                       |
| [ 1 ] [ 2 ] [ 3 ]     |                 |                   |                           |

Серию посмотрело рекордное количество зрителей — 8,4 миллиона в премьерный показ — больше, чем эпизоды «Доктора Кто» в то время.
Хотя эпизод имел высокие рейтинги, новые серии не выходили. На канале BBC сменилось руководство, и если Билл Коттон утвердил концепцию и пилотный выпуск, то Алану Харту идея не понравилась. Серия была повторно показана лишь на рождество 1982 года на канале BBC Two.